# Clemens Rameckers
Clemens Rameckers (1 augustus 1949) is een Nederlands modeontwerper. 
Rameckers studeerde in 1971 af aan ArtEZ Academie voor beeldende kunsten in Arnhem. Hij richtte in 1972 samen met Arnold van Geuns het ontwerpersduo Ravage op. In 1976 vertrok het duo naar Parijs om het merk verder uit te bouwen. Rameckers en Van Geuns werkten aan couturecollecties en kledinglijnen voor bedrijven, zoals die van de Nederlandse Spoorwegen, de ANWB en PTT Post.
Samen met Lidewij Edelkoort richtten zij in 1985 het bureau TrendUnion op. Edelkoort was verantwoordelijk voor de vrouwenmodetrends; Rameckers en Van Geuns richtten zich op de trendboeken voor herenmode.
Naast kleding ontwerpen Rameckers en Van Geuns meubelen, vloerkleden, gordijnen, beddengoed, tafellinnen, serviezen en glaswerk. Ook maken Rameckers en Van Geuns schilderijen, veelal in zwart/wit met heldere compositie.
Clemens Rameckers woont sinds 2003 samen met Van Geuns in Château d’Écrainville in Normandië.
Het ontwerpersduo ontving in 1992 de Grand Seigneur-prijs.